# Zipfelbildung
Zipfelbildung ist ein Effekt in der Metallverarbeitung. Nach dem Rekristallisieren hat gewalztes Kupferblech eine bestimmte Ausrichtung des kubisch flächenzentrierten Kristallgitters. Es besitzt dadurch in Walzrichtung höheren Widerstand gegen Verformung als unter einem Winkel von 45°. Daher bleiben z. B. beim Tiefziehen eines Bleches in Walzrichtung und rechtwinklig dazu die "Zipfel" stehen. Dagegen ist unter 45° das Stauchen erleichtert, diese Zonen werden eingezogen.
Zipfelbildung kann durch ein spezielles Walz- und Glühprogramm verhindert werden, im Fall von Stahlblech auch durch Normalisieren.